# Corno d'Olen
De Corno d'Olen (ook wel Punta d'Olen genoemd) is een 2556 meter hoge berg in de Pennische Alpen in de Italiaanse regio Piëmont.
De piramidevormige berg verheft zich boven Alagna Valsesia, een wintersportplaats in het hoogste deel van het Valsesia. Ten westen van de Corno d'Olen ligt de bergpas Bocchetta delle Pisse (2400 m) die met een stoeltjeslift vanuit Alagna Valsesia te bereiken is. Vanaf de top heeft men vrij uitzicht op de meer dan 4000 meter hoge Piramide Vincent, Punta Giordani, Parrotspitze en Punta Gnifetti die tot het Monte Rosamassief behoren.